# São Sepé
Ne doit pas être confondu avec Rio São Sepé.
São Sepé est une ville de l'État du Rio Grande do Sul au Brésil.